# Kabel-Zuid
Kabel-Zuid was een marrondorp in Brokopondo in Suriname. In het dorp bevond zich een rooms-katholieke missie. Op loopafstand lag het dorp Biri-oedoe-matoe.
Er bevond zich een station langs de Lawaspoorweg. Het was het vertrekpunt naar Dam aan de Sarakreek, nadat passagiers van de eerste trein van Paramaribo naar Kabel-Noord per kabelbaan de oversteek over de Surinamerivier hier naartoe maakten. Tussenliggende stations op het vervolgtraject waren Abontjeman, Adjama, Sikakamp en Gégé. Het traject was ongeveer veertig kilometer lang. In het dorp bevond zich ook de woning van de machinist. De kabelbaan werd gebruikt van 1909 tot 1924, toen er defecten werden gevonden in de kabel. Sindsdien werd de overtocht met een korjaal gemaakt.
Aan het begin van de crisisjaren 1930 was er sprake van de opheffing van de lijn Kabel-Zuid naar Dam, omdat deze niet meer rendabel zou zijn. De lijn bleef echter bestaan, en in 1954 werd opdracht gegeven om Kabel-Zuid aan te sluiten op een telefoonlijn.
Sinds medio jaren 1960 werd hier het Brokopondostuwmeer aangelegd, waarbij Kabel-Zuid en de dorpen in de omgeving onder water kwamen te staan. De inwoners werden getransmigreerd. Eén, mogelijk beide, locomotiefjes werden na opheffing van de lijn gedemonteerd en via de kabelbaan en het spoor naar Onverwacht gebracht, waar ze werden gestald.